# Meteorus sritus
Meteorus sritus är en stekelart som beskrevs av Trevor Huddleston 1983. Meteorus sritus ingår i släktet Meteorus och familjen bracksteklar. Inga underarter finns listade i Catalogue of Life.